# آدم فينكلر
آدم فينكلر (بالإنجليزية: Adam Winkler)‏ هو محامي أمريكي، ولد في 25 يوليو 1967 في لوس أنجلوس في الولايات المتحدة.